# The Red Strings Club
The Red Strings Club est un jeu vidéo d'aventure développé par Deconstructeam et édité par Devolver Digital, sorti en 2018 sur Windows, Mac et Linux et Nintendo Switch.

## Système de jeu
Le jeu mêle divers modes de jeu inspirés d'autres jeux du même éditeur, comme Zen and the Art of Transhumanism développé lors de la Ludum Dare 35 et Supercontinent Ltd, développé lors de la Lundum Dare 36.
Le joueur doit entre autres fabriquer des implants à l'aide du clavier et de sa souris sur le modèle d'une création de poterie ou encore servir des cocktails en mélangeant divers alcool afin de satisfaire un client selon les aspirations du joueur.
Le jeu comporte également des phases d'enquêtes puisque le joueur devra enquêter par téléphone ou encore orienter les discussions avec les clients du bar selon ses propres intérêts pour obtenir diverses information.

## Accueil
- Adventure Gamers : 4/5[3]
- Canard PC : 7/10[4]
- Jeuxvideo.com : 14/20[5]